# Kevin Kane
Kevin Kane (ur. 16 lutego 1983 r. w Rinteln) – brytyjski biathlonista. Zadebiutował w biathlonie w rozgrywkach Pucharu Europy w roku 2006.
Starty w Pucharze Świata rozpoczął zawodami w Östersund w roku 2006 zajmując 109. miejsce w biegu indywidualnym. Jego najlepszy dotychczasowy wynik w Pucharze świata to 73. miejsce w sprincie w Pjongczangu w sezonie 2008/09.
Podczas Mistrzostw Europy w roku 2006 w Langdorfie zajął 75. miejsce w sprincie i 61 w biegu indywidualnym. Podczas Mistrzostw Europy w roku 2008 w Novym Měscie zajął 51. miejsce w sprincie, 49 w biegu pościgowym i 64 w biegu indywidualnym.
Na Mistrzostwach świata w roku 2007 w Anterselvie zajął 98. miejsce w biegu indywidualnym, 95 w sprincie i 21 w sztafecie. Na Mistrzostwach świata w roku 2008 w Östersund zajął 85. miejsce w biegu indywidualnym, 102 w sprincie oraz 23 w sztafecie. Na Mistrzostwach świata w roku 2009 w Pjongczangu zajął 72. miejsce w sprincie i 60 w biegu indywidualnym.

## Osiągnięcia

### Mistrzostwa świata
- 2007 Anterselva – 98. (bieg indywidualny), 95. (sprint) 21. (sztafeta)
- 2008 Östersund – 85. (bieg indywidualny), 102. (sprint), 23. (sztafeta)
- 2009 P'yŏngch'ang – 72. (sprint), 60. (bieg indywidualny), 25. (sztafeta)